# Peter Maddocks
Peter Maddocks (ur. 1 kwietnia 1928 w Birmingham, zm. 20 listopada 2024) – brytyjski rysownik oraz twórca seriali animowanych dla dzieci.

## Seriale animowane
- 1984: Rodzinka Ness
- 1986: Jimbo, mały samolot
- 1989: Penny Crayon

## Książki
- Jak rysować. Poradnik dla początkujących[2] (ang. Cartooning for beginners[3])

## Literatura
- Peter Maddocks, Jak rysować. Poradnik dla początkujących; przeł. z ang. Małgorzata Sabadach, Gdańsk: "Wolny Wybór", cop. 1993. ISBN 83-85863-02-8